# Kalle Ankas dubbelgångare
Kalle Ankas dubbelgångare (engelska: Donald's Double Trouble) är en amerikansk animerad kortfilm med Kalle Anka från 1946.

## Handling
Kajsa Anka anser att Kalle Anka borde förbättra sitt uppförande och tal nästa gång de kan träffas igen. Av en slump stöter Kalle på en exakt kopia av sig själv på stan med en normal röst. Kalle övertalar främlingen att uppträda som honom inför Kajsa. Planen visar sig inte vara något vidare bra då Kalle blir rätt svartsjuk när dubbelgångaren blir kramad och kysst av Kajsa.

## Om filmen
Filmen hade svensk premiär den 16 september 1946 på biografen Spegeln i Stockholm.
Filmen har givits ut på VHS och finns dubbad till svenska.

## Rollista
- Clarence Nash – Kalle Anka
- Gloria Blondell – Kajsa Anka
- Leslie Denison – Kalles dubbelgångare[7]